# Pârâul Ursului, Pârâul Argintului
Pârâul Ursului sau Râul Valea Urșilor este un curs de apă, afluent al Pârâului Argintului. 

## Hărți
- Harta județului Sibiu